# Kebbi (estado)
Kebbi é um Estado do noroeste da Nigéria com sua capital em Birnin Kebbi. O estado foi formado de parte de Sokoto em 1991. O Estado de Kebbi é rodeado por Sokoto (estado), Níger (estado), Níger e Benim, e tem uma área total de 36.800 km².
Geograficamente, o estado está dentro da ecorregião tropical da savana do Sudão Ocidental. Na fauna do estado estão uma série de espécies de peixes, juntamente com hipopótamos, peixes-boi da África Ocidental e populações transitórias de elefantes africanos.
Etnicamente, Kebbi é habitado por vários grupos como os povos Fulani, Hausa e Zarma que vivem em todo o estado, enquanto os povos Achipa, Boko-Bala, Dendi, Dukawa, Kambari, Kamuku, Lela, Puku e Shanga vivem ao longo da fronteira oeste e sul do estado. Religiosamente, a maioria da população do estado (~ 80%) é muçulmana.
Economicamente, Kebbi é amplamente baseado em pesca e agricultura, principalmente de sorgo, amendoim, milho, cebola e arroz.
Outras atividades econômicas é o pastoreio de camelos, gado, cabras e ovelhas.

## Subdivisões
Kebbi esta dividido em 21 Áreas de governo local (LGAs), quatro emirados conselhos (Gwandu, Argungu, Yauri e Zuru), e 35 distritos. Os governos locais são os seguintes: 
| - Aliero - Arewa-Dandi - Argungu - Augie - Bagudo - Birnin-Kebbi - Bunza | - Dandi - Fakai - Gwandu - Jega - Kalgo - Koko/Besse - Maiyama | - Ngaski - Sakaba - Shanga - Suru - Wasagu/Danko - Yauri - Zuru |